# Manuel Avelino Orihuela
Mariano Avelino Orihuela (Perú, 1815 - Perú, 1873) fue un empresario y político peruano. 
Fue miembro del Congreso Constituyente de 1860 por la provincia de Cusco entre julio y noviembre de 1860. durante el tercer gobierno de Ramón Castilla. Este congreso elaboró la Constitución de 1860, la séptima que rigió en el país y la que más tiempo ha estado vigente pues duró, con algunos intervalos, hasta 1920, es decir, sesenta años. Durante su gestión como diputado dio mucho impulso a la cuestión ferrocarrilera en el Perú. Luego fue elegido senador para el Congreso Ordinario de 1860 que estuvo en mandato hasta 1863 y fue elegido nuevamente en 1864.
En 1864, junto a José Pickering, le fue entregada la concesión para la construcción de un ferrocarril entre Iquique y el pueblo salitrero de La Noria, que caducó en 1868 por incumplimiento del plazo.
En 1867, llegó al Cusco el ingeniero sueco John W. Nystrom quien procuró la formación de una sociedad metalúrgica y minera en el Cusco para impulsar la industria siderúrgica. En su expedición e informes, se menciona a Pio B. Mesa, junto con otros terratenientes cusqueños como Pablo Umeres, Manuel Avelino y Mariano Orihuela, José María Galdo y Pedro Mariano Miota, quienes no sólo ayudaron a Nystrom en sus expediciones sino que suscribieron acciones para la constitución de dicha empresa la que, sin embargo, no pudo concretarse ante la poca inversión realizada por los habitantes del Cusco.